# NGC 5129
NGC 5129 este o liner situată în constelația Fecioara. A fost descoperită în 19 martie 1787 de către William Herschel. Se află la o distanță de 98,3 de megaparseci de Pământ.